# Hoplia caffra
Hoplia caffra är en skalbaggsart som beskrevs av Hermann Burmeister 1855. Hoplia caffra ingår i släktet Hoplia och familjen Melolonthidae. Inga underarter finns listade i Catalogue of Life.